# 奧馬魯魯河
奧馬魯魯河（Omaruru River）是非洲的季節性河流，位於納米比亞中西部，從東至西橫跨埃龍戈區，每年流量4,000萬立方米，其古河道（palaeochannel）形成納米比沙漠的地下三角洲。
22°05′S 14°14′E / 22.083°S 14.233°E